# Ернст фон Штудніц
Ернст фон Штудніц (нім. Ernst von Studnitz; 5 травня 1898, Кіль — 2 грудня 1943, Глюксбург) — німецький військово-морський діяч, контрадмірал крігсмаріне (1 вересня 1943).

## Біографія
5 липня 1915 року вступив добровольцем у ВМФ. Служив на важких крейсерах «Фрея» (серпень-жовтень 1915), «Мольтке» (жовтень 1915 — липень 1916), «Імператриця Августа» (червень-серпень 1917), на легкому крейсері «Кенігсберг» (червень 1917). Закінчив курс військово-морського училища в Мюрвіку (1918) і училища підводного плавання (1918). Після демобілізації армії залишений на флоті, служив вахтовим офіцером на міноносцях. З 23 вересня 1926 року — командир міноносця G-7, з 22 вересня 1928 року — S-18. 3 жовтня 1928 року переведений у випробувальне командування загороджувального озброєння. З 23 вересня 1931 року — ротний командир військово-морського училища у Фрідріхсорті. З 20 травня 1935 року — 1-й офіцер посильного судна «Грілле», з 16 жовтня 1936 року — навігаційний офіцер на броненосці «Дойчланд». 8 квітня 1938 року призначений командиром 2-го, 19 лютого 1940 року — 1-го морського навчального батальйону (який готував унтер-офіцерів для ВМС). З 28 березня 1941 року — командир легкого крейсера «Нюрнберг», з яким діяв у Північному морі. Одночасно з 15 січня по 30 червня 1942 року командував лінійним кораблем «Сілезія». 16 червня 1943 року призначений начальником морських оборонних споруд в Салоніках, а 26 липня — в Аттиці.

## Нагороди
- Залізний хрест 2-го класу (17 травня 1916)
- Почесний хрест ветерана війни з мечами (28 листопада 1934)
- Медаль «За вислугу років у Вермахті» 4-го, 3-го і 2-го класу (18 років; 2 жовтня 1936) — отримав 3 нагороди одночасно.
- Орден Заслуг (Угорщина), офіцерський хрест (23 серпня 1938)
- Орден Корони (Югославія) 3-го ступеня (2 червня 1939)
- Іспанський хрест в сріблі з мечами (7 червня 1939)
- Хрест Воєнних заслуг
  - 2-го класу з мечами (21 грудня 1940)
  - 1-го класу з мечами (20 квітня 1942)
- Застібка до Залізного хреста 2-го класу (7 травня 1943)
- Залізний хрест 1-го класу (10 травня 1943)
- Нагрудний знак флоту